# 1320 Impala
1320 Impala (1934 JG) là một tiểu hành tinh vành đai chính được phát hiện ngày 13 tháng 5 năm 1934 bởi C. Jackson ở Johannesburg (UO).